# Trąbki Wielkie
Trąbki Wielkie (deutsch Groß Trampken, kaschubisch: Trąbczi Wiôldżé) ist ein Dorf im Powiat Gdański (Powiat Danzig) der polnischen Woiwodschaft Pommern. Es ist Sitz der gleichnamigen Landgemeinde.

## Geschichte
1818 kam Groß Trampken an den preußischen Landkreis Danzig und mit diesem 1871 an Deutschland. 1887 wechselte Groß Trampken in den Kreis Danziger Höhe und kam mit diesem 1920 an den Freistaat Danzig. Im Jahr 1929 hatte Groß Trampken 506 Einwohner. Durch den Überfall auf Polen 1939 kam das Danziger Gebiet zusammen mit dem 1920 durch den Versailler Vertrag entnommenen Territorium des Polnischen Korridors völkerrechtswidrig ans Dritte Reich und wurde in den Reichsgau Danzig-Westpreußen eingegliedert.
Gegen Ende des Zweiten Weltkriegs besetzte im Frühjahr 1945 die Rote Armee die Region. Bald darauf wurde Danzig zusammen mit Westpreußen und der südlichen Hälfte Ostpreußens unter polnische Verwaltung gestellt. Soweit die deutschen Einwohner nicht geflohen waren, wurden sie in der darauf folgenden Zeit vertrieben und durch Polen ersetzt.

## Söhne und Töchter des Ortes
- Eberhard Burandt (1923–2013), deutscher Generalleutnant des Heeres der Bundeswehr
- Erich Burandt (1892–1963), deutscher Gutsbesitzer und Politiker (DNVP)